# Dineutus emarginatus
Dineutus emarginatus es una especie de escarabajo del género Dineutus, familia Gyrinidae. Fue descrita científicamente por Say en 1823.
Habita en Canadá y los Estados Unidos (desde Nuevo Hampshire y Florida hasta Michigan, Misuri y Texas). Los machos miden 8.6–11.0 mm y las hembras 8.9–10.1 mm. Suele habitar en ríos, pantanos y lagos.